# Wilhelm Adolf von Eys
Wilhelm Adolf von Eys, genannt Beusdal (* 1647; † September 1729 in Aachen) war ein deutscher Schöffe und Bürgermeister der Reichsstadt Aachen.

## Leben und Wirken
Wilhelm Adolf von Eys war der Sohn von Johann Wilhelm von Eys († 1656) und der Maria von Doenrath. Er trat 1669 in die Sternzunft ein, den Zusammenschluss der Aachener Schöffen, und wurde 1672 in den Schöffenstuhl aufgenommen. Darüber hinaus wurde er für eine längere Zeit als Statthalter in der Grafschaft Gronsveld bei Maastricht berufen. Als solcher geriet er um 1681 in einem juristischen Streit mit dem Kloster in Noorbeek, den er verlor. Infolgedessen musste er ein halbes Jahr lang in einem Brüsseler Gefängnis verbringen, die Prozesskosten zahlen sowie als Statthalter zurücktreten. Anschließend gehörte er zwischen 1684 und 1717 als Ratsherr der Stadt Aachen neunmal dem „Großen Rat“ an, der unter anderem für das Allgemeinwesen zuständig war und über Leben und Tod richtete, sowie zwischen 1689 und 1729 achtzehnmal dem „Kleinen Rat“, der sich mit der Stadt- und Landeshoheit beschäftigte und das Ober- und Appellationsgericht bildete. Schließlich wurde von Eys in den Jahren 1690/91, 1692/93 und 1694/95 zusammen mit Peter Ludwig Bodden, dem Bürger-Bürgermeister aus den Reihen der Zünfte, zum Schöffenbürgermeister der Stadt Aachen gewählt.
Neben seinen hauptamtlichen Verpflichtungen versah von Eys ab 1691 den Dienst eines Christoffels in der Königstorgrafschaft, ab 1709 das Amt des Sendschöffen am Aachener Sendgericht und wurde 1716 Mitglied in der Sakramentsbruderschaft von St. Foillan. 
Wilhelm Adolf von Eys starb im September 1729 in Aachen und wurde am 27. September 1729 auf dem Gelände von Schloss Zweibrüggen, dem Erbsitz seiner Frau, überführt und begraben. Er war verheiratet mit Florentina Catharina von Voss, Tochter des Johann Wilhelm von Voß, Herr auf Brunssum, und der Anna Florentina von Mirbach zu Zweibrüggen; das Ehepaar hatte acht Kinder.
Von seinem Vater hatte von Eys das Schloss Vaalsbroek geerbt, ließ es aber weitestgehend verkommen, so dass es 1733 durch seinen Sohn zwangsversteigert werden musste. Darüber hinaus besaß er noch das Gut Tersilien bei Henri-Chapelle und erbte durch seine Frau das Schloss Zweibrüggen, das bis 1786 im Familienbesitz blieb. Des Weiteren verfügte er noch über eine Reihe hochwertiger Immobilien im Gebiet der Königstorgrafschaft Aachens. 

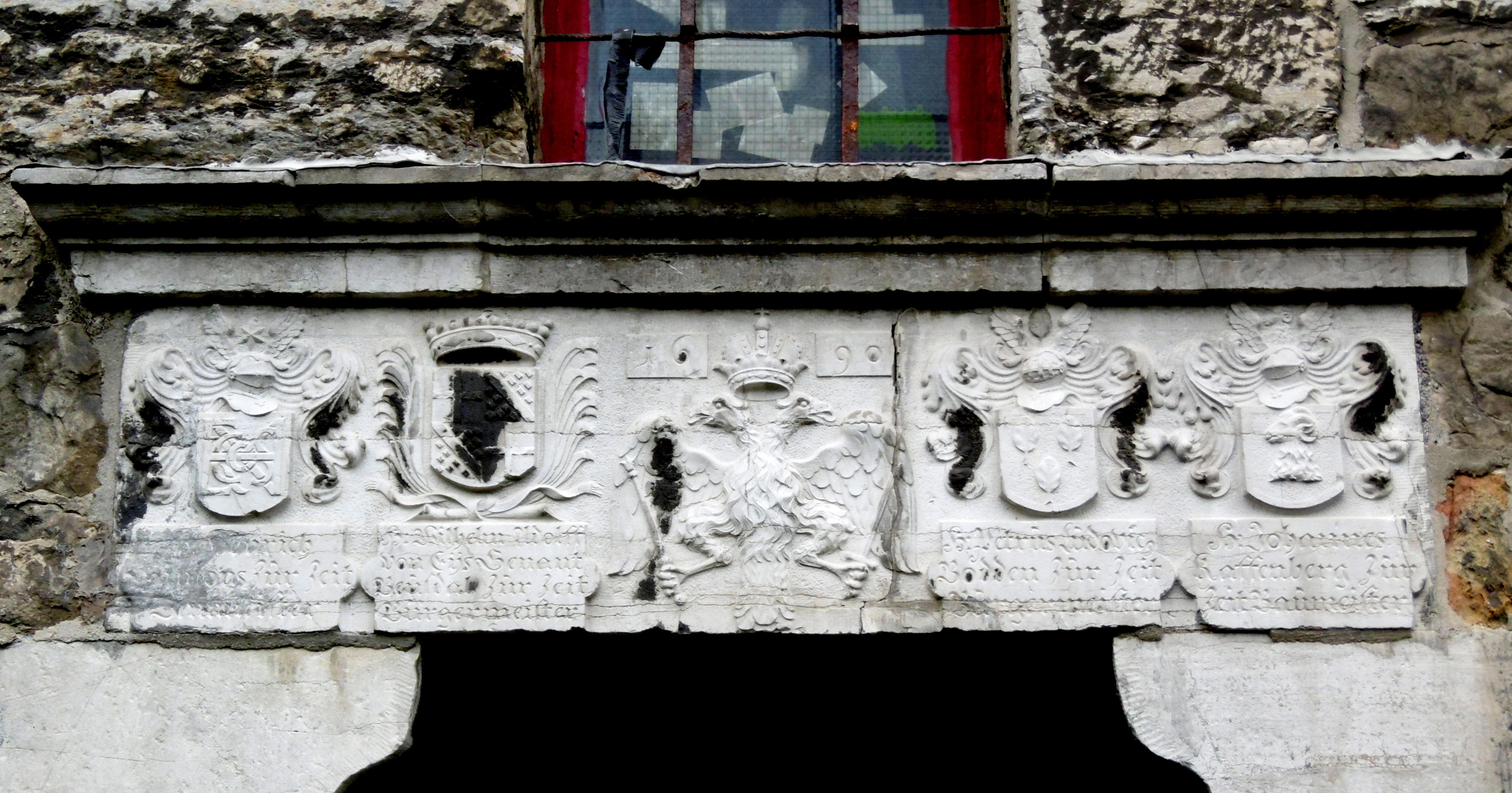
Wappenstein am Langen Turm

An von Eys erinnert ein Gedenkstein im Türsturz am Aachener Langen Turm, auf der mit Wappen und Inschrift die Namen der Bürgermeister und Baumeister des Jahres 1690 eingraviert sind und der in seiner Amtszeit restauriert und maßgeblich ausgebaut worden war.